# Penstemon parvus
Penstemon parvus är en grobladsväxtart som beskrevs av Francis Whittier Pennell. Penstemon parvus ingår i släktet penstemoner, och familjen grobladsväxter. Inga underarter finns listade i Catalogue of Life.